# Kleines Borstengürteltier
Das Kleine Borstengürteltier oder Weißhaar-Gürteltier (Chaetophractus vellerosus) ist ein Vertreter der Borstengürteltiere, der vor allem im zentralen Südamerika lebt. Sein Verbreitungsgebiet ist allerdings dreigeteilt mit einer Hauptpopulation in den trockenen Gran-Chaco-Landschaften von Bolivien bis Argentinien, eine weitere kleine Gruppe kommt in der Küstenregion der argentinischen Provinz Buenos Aires vor. Zudem besteht eine dritte Population in den Hochlagen der Anden von Chile bis Peru. Diese wurde bis zum Jahr 2016 als eigenständige Art dem „Andenborstengürteltier“ (Chaetophractus nationi) zugewiesen, genetische und morphologische Untersuchungen ergaben aber keine Abweichungen zum Kleinen Borstengürteltier. Die Art ist ein Allesfresser und ernährt sich von Pflanzen und Insekten, aber auch von kleinen Wirbeltieren. Aufgrund der weiten Verbreitung gilt das Kleine Borstengürteltier laut IUCN als ungefährdet.

## Merkmale

### Habitus

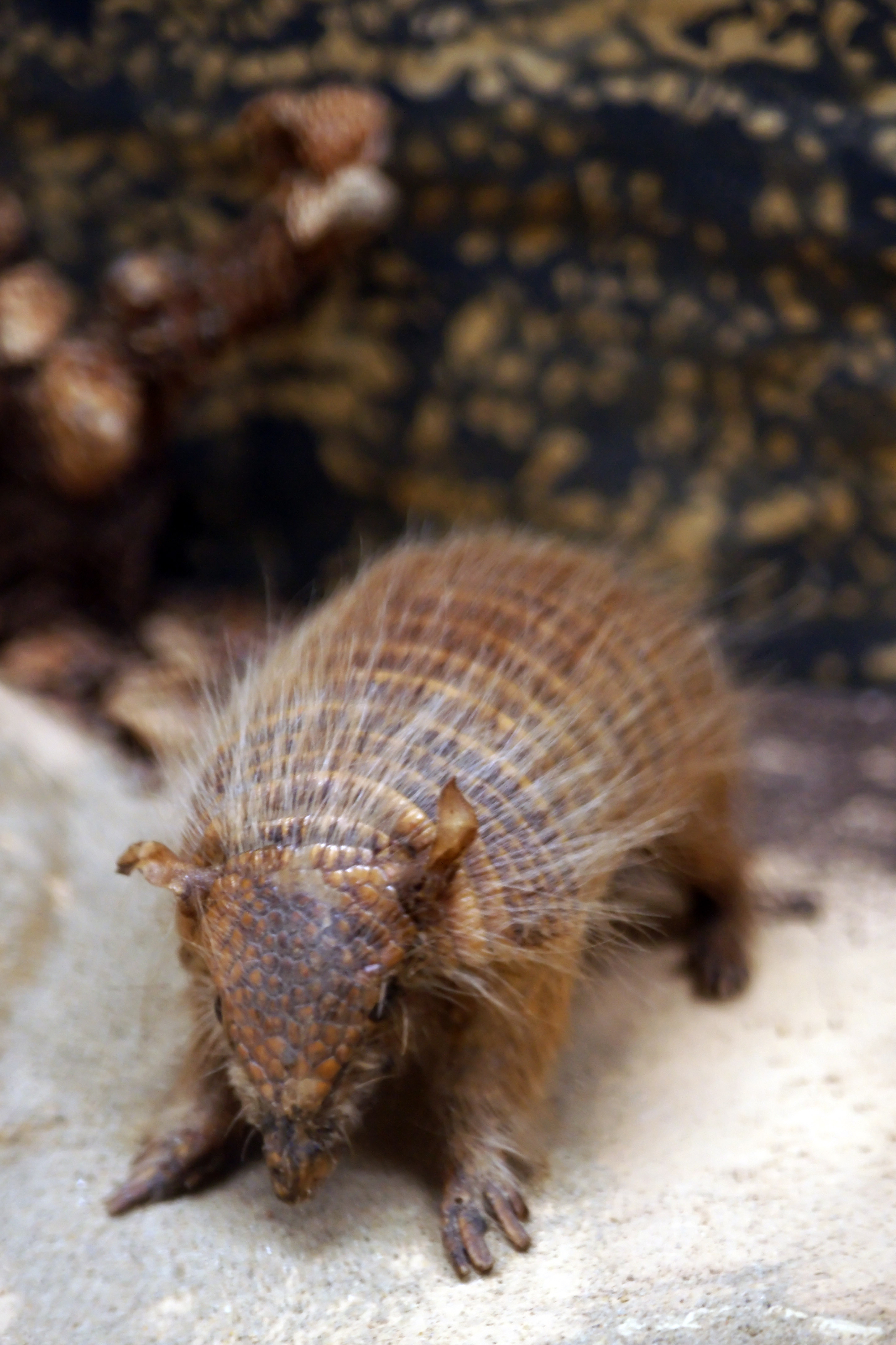
Der Kopfschild des Kleinen Borstengürteltiers

Das Kleine Borstengürteltier erreicht eine Kopf-Rumpf-Länge von 21,0 bis 28,4 cm, männliche Tiere sind dabei etwas größer als weibliche. Die Schwanzlänge variiert von 9,9 bis 13,3 cm, auch hier besitzen Männchen leicht längere Schwänze. Das Gewicht der männlichen Tiere schwankt von 257 bis 1330 g, bei Weibchen von 257 bis 1126 g. Im Winter werden meist um 10 % höhere Gewichtsmaß durch Anreicherung eines Fettpolsters erreicht. Insgesamt ist das Kleine Borstengürteltier kleiner als das Braunborsten-Gürteltier (Chaetophractus villosus). Charakterisiert ist das Tier durch einen recht plumpen Körper mit kurzen Beinen. Der Kopf hat eine kurze, dreieckige Form, Die Ohren stehen weit auseinander und sind 2,2 bis 3,3 cm lang. Der typische Kopfschild bedeckt nahezu den gesamten Oberkopf und reicht bis zur Nasenspitze. Die Form ist dreieckig, wobei der hintere Rand gerade verläuft, an den Seitenrändern nahe der Augen aber kleine Eindellungen bestehen. Aufgebaut ist der Schild aus kleinen, nicht einheitlich geformten Knochenplättchen. Zum Nacken hin sind aber zwei Reihen an Knochenplättchen ausgebildet, von denen die hintere aus 25 bis 31 Schildchen besteht. Der Rumpfpanzer besitzt eine gewölbte Form und besteht aus einem festeren Schulter- und Beckenschild, zwischen denen sich sieben bis acht frei bewegliche Bänder befinden. Dieser Schild wird aus kleinen Knochenplättchen in parallelen Reihen gebildet. Dabei weist der Schulterschild vier Reihen auf, zuzüglich zwei weiterer Bänder zum Schutz des Nackens. Er ist dadurch deutlich kürzer als der Beckenschild mit neun bis zehn Reihen. An letzterem kommen zentral einzelne Knochenplättchen mit größeren Öffnungen vor, die Drüsen enthalten. Die Plättchen der beweglichen Bänder zeigen eine Oberflächenmusterung aus drei längsgerichteten Rippeln, von denen die beiden randlichen noch einmal in kleinere Strukturen untergliedert sind. Das vierte bewegliche Band besteht aus 32 bis 41 Knochenplättchen. Der Rücken des Gürteltiers ist zusätzlich mit langen, borstenartigen Haaren bedeckt, mehr als bei seinem Verwandten, dem Braunborsten-Gürteltier. Weitere Haare finden sich am Bauch, an den Beinen und an den Wangen. Das Tier ist weitgehend gräulich gefärbt, an den Wangen und der Kopfunterseite dagegen fleischfarben. Die Ecken der Knochenplättchen können aber eine gelbliche bis pinkfarbene Tönung annehmen, besonders deutlich an den beweglichen Bändern, ebenso wie die Nasenspitze und die Ohren. Die kurzen Gliedmaßen enden in jeweils fünfstrahlige Hände und Füße, letztere erreichen 4,9 cm Länge. Jeder dieser Strahlen ist mit einer schmalen, langen Kralle bewehrt, wobei die jeweils zweite der Vorderfüße am längsten ist.

### Skelettmerkmale
Der Schädel wird 61 bis 64 mm lang. Auffallend am unteren Schädel ist die deutlich aufgeblähte Paukenblase. Wie andere Gürteltiere besitzt das Kleine Gürteltier keine echten Zähne, sondern eine von jener der Höheren Säugetiere abweichende Zahnbildung. Es weist je Kieferbogen neun molarenähnliche Zähne auf, insgesamt 36, wobei der erste der oberen Zahnreihe sich jeweils im Mittelkieferknochen befindet. An den Vorderextremitäten weist die Gürteltierart ein sehr großes oberes Gelenk der Ulna auf, das bei einer gesamten Knochenlänge von 4,0 cm eine Ausdehnung von 1,7 cm aufweist. Ein solches Verhältnis von Gelenklänge zur Gesamtlänge an den unteren Vorderbeinen ist typisch für Säugetiere mit überwiegend grabender Lebensweise.

### Sinnesleistungen und Lautäußerungen
Dem Kleinen Borstengürteltier wird nachgesagt, bei Berührungen häufig laute Schreie auszustoßen. Auf dieser Eigenschaft beruht unter anderem auch der englische Trivialname Screaming hairy armadillo. Die charakteristischen Rufe sind teils lang anhaltend und umfassen verschiedene Laute wie Schreie, unterschiedliche Atemgeräusche, Grunzen und Schluchzen. Felduntersuchungen an über 500 Tieren ergaben, dass die Gürteltierart nur sehr selten Laute von sich gibt (in 6 % aller Fälle) und diese auch in teils unterschiedlichen Situationen hervorgerufen werden. In den meisten Fällen handelt es sich um Rufe bei Not oder Bedrängung durch Beutegreifer, eventuell um diese zu erschrecken.

## Verbreitung und Lebensraum

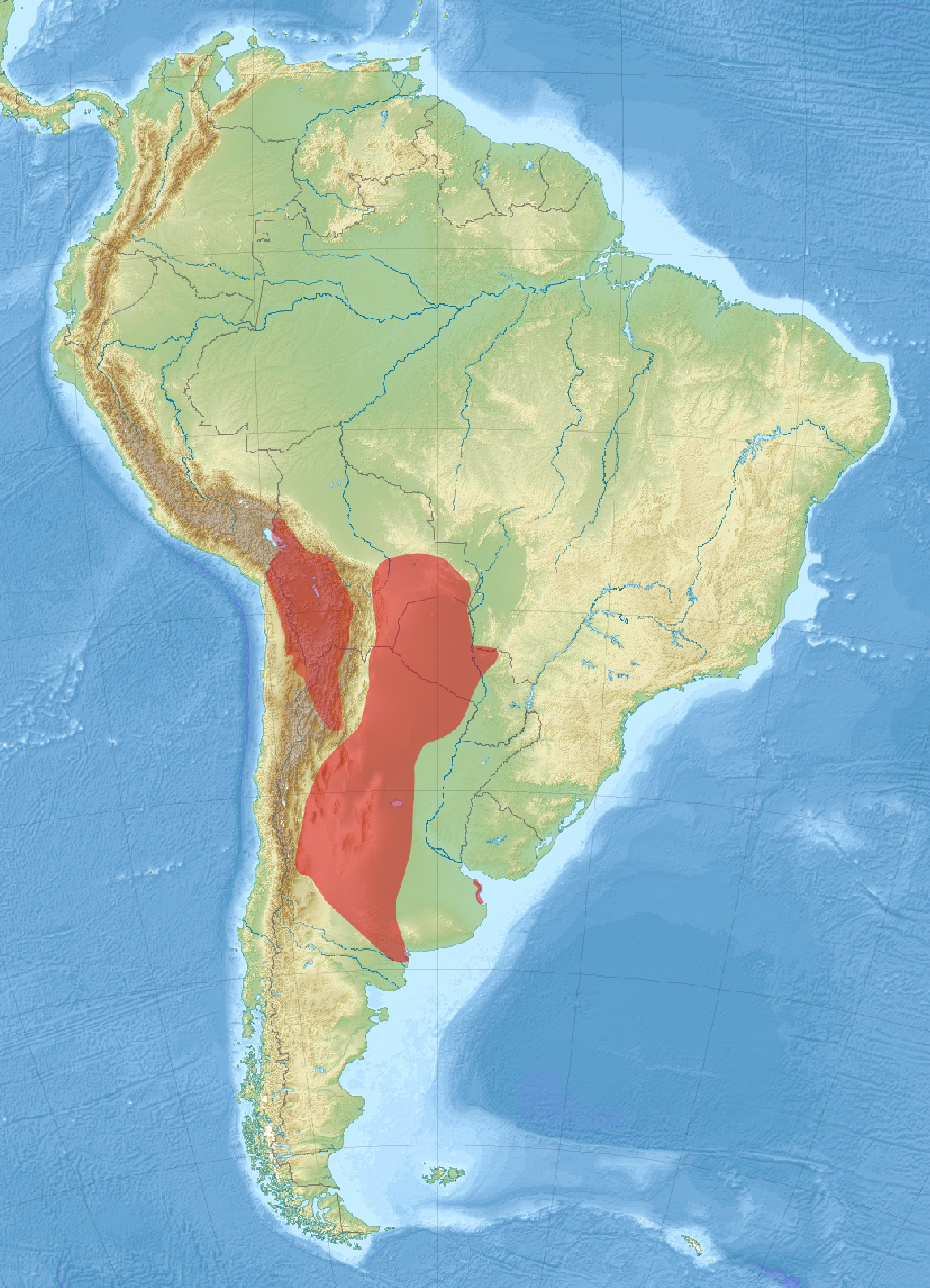
Verbreitungsgebiet

Das Verbreitungsgebiet des Kleinen Borstengürteltiers umfasst größere Bereiche des zentralen Südamerikas, ist aber dreigeteilt. Östlich der Anden erstreckt sich das Vorkommen vom südöstlichen Teil Boliviens über das nördliche und zentrale Paraguay bis in das zentrale Argentinien. Eine kleine Population besteht zudem auf einer Fläche von 900 km² entlang eines schmalen Streifens an der Küste der argentinischen Provinz Buenos Aires, etwa 500 km entfernt vom übrigen Vorkommen. Die Gesamtgröße dieses bewohnten Gebietes liegt bei 1,32 Millionen Quadratkilometer, Informationen zur Populationsdichte liegen jedoch nicht vor. Das Habitat umfasst weitgehend die trockenen, von offenen Wäldern und Dornengebüschen bestandenen Savannen des Gran Chaco, teilweise tritt die Gürteltierart auch in den Grasländern Patagoniens auf, eher selten besiedelt sie feuchtere Gebiete des nördlichen Chaco. Die Lebensräume erstrecken sich vom Meeresspiegelniveau bis zu rund 1000 m Landhöhe. Dabei bevorzugt das Kleine Borstengürteltier lockere und sandige Böden, felsige Regionen meidet es in der Regel. Der jährliche Niederschlag erreicht in diesen Landschaften zwischen 200 und 600 mm. Lediglich die isolierte Gruppe an der Küste Zentralargentiniens kommt in dichter von Menschen besiedelten Gebieten der Pampa vor, hier bewohnt sie kalkreiche Böden, wobei der Jahresniederschlag auf bis zu 1000 mm ansteigen kann. Eine dritte Population besiedelt die Hochlagen der Anden vom Nordosten Chiles über das nordwestliche Argentinien und den westlichen Teil Boliviens, wo etwa 70 % des Gesamtbestandes vermutet werden, bis in den Süden Perus. Die Höhenlagen reichen von etwa 2400 bis 4000 m Meereshöhe (Altiplano). Zwischen diesem westlichen und dem nächsten östlicheren Verbreitungsgebiet befindet sich ein Korridor von rund 80 km Breite, unklar ist bisher, ob das Fehlen der Gürteltierart in diesem lediglich auf eine Beobachtungslücke zurückgeht. Das Vorkommen in den Anden nimmt eine Fläche von 383.000 km² ein, auch hier gibt es kaum Informationen über die Dichte der Population. Eine grobe Schätzung aus dem Jahr 1999 nahm für ein rund 340 km² großes Gebiet in Bolivien rund 13.000 Individuen an. Die Tiere nutzen hauptsächlich die offenen Grasländer der Pampa- sowie hohen Puna-Regionen und bevorzugen überwiegend weiche, sandige Böden. Vor allem in den Puna-Landschaften ab 3500 m Meereshöhe ist das „Andenborstengürteltier“ durch Landschaftsveränderungen besonders gefährdet.

## Lebensweise

### Territorialverhalten

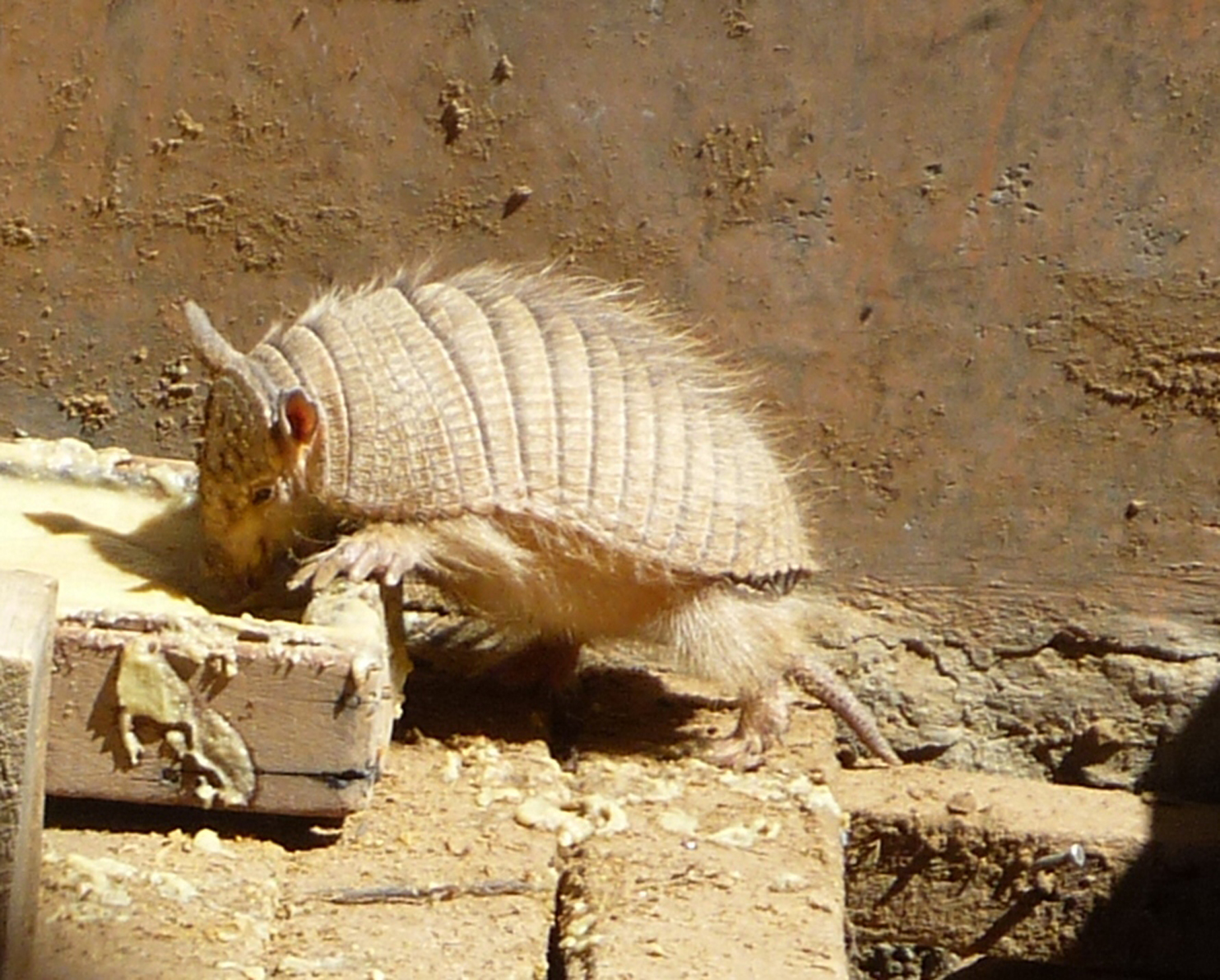
Kleines Borstengürteltier aus den Hochlagen der Anden („Andenborstengürteltier“)

Das Kleine Borstengürteltier lebt überwiegend einzelgängerisch und ist tagaktiv, wobei es im Sommer hauptsächlich die Dämmerungszeit nutzt, in der kalten Jahreszeit dagegen die wärmeren Mittagsstunden, so dass das Tier wohl ganzjährig aktiv ist. Dabei übersteigt die aktive Phase selten drei Stunden und wird dann durch eine Ruhephase unterbrochen. Die gesamten Aktivitäten steigen in der Paarungszeit an. Die einzelnen Tiere unterhalten Territorien oder Heimatgebiete, diese sind in Gebieten mit feuchteren Klimabedingungen kleiner als in solchen mit trockeneren Verhältnissen. So konnte bei Untersuchungen in der Region um Buenos Aires eine Territoriengröße von weniger als einem Hektar festgestellt werden. Die Ausdehnung der Reviere schwankte über die Jahreszeiten vom Sommer zum Winter bei männlichen Tieren erheblicher (0,75 ha zu 0,23 ha) als im Vergleich bei weiblichen (0,13 ha zu 0,27 ha). Dabei wird möglicherweise die räumliche Verteilung der Tiere, ob locker verstreut oder geballt, von der Intensität der menschlichen Nutzung der Landschaften beeinflusst. In der Provinz Buenos Aires betrug die durchschnittliche Reviergröße dagegen 3,4 ha. Die täglichen Wanderungen, überwiegend zur Nahrungssuche, belaufen sich auf etwa 640 bis 1400 m.
Wie andere Borstengürteltiere legt auch diese Gürteltierart unterirdische Baue an. Ein einzelner Bau besitzt häufig mehrere Eingänge von 8 bis 15 cm Durchmesser und wird in Gegenden mit Gebüschvegetation oder in Tala-Waldländern gegraben. Die Grabgänge führen schräg mit einem Winkel von maximal 28° in die Tiefe, wobei das gesamte Tunnelsystem mehrere Meter lang und bis zu 2 m tief sein kann. Das Kleine Borstengürteltier nutzt seinen Bau häufig, aber nicht immer mehrere Nächte hintereinander, allerdings wechselt es beständig die Eingänge. Diese werden teilweise auch mit Pflanzenmaterial verschlossen, im Innern selbst wird aber kein Nest angelegt. Zudem kann ein Tier mehrere Baue an einem Tag graben. Untersuchungen an Tieren aus den Anden ergaben, dass diese ihre Baue häufiger in lockere Sanddünen als in rein grasbewachsene Areale eingraben. Auch hier haben die Baue möglicherweise mehrere Eingänge, ebenso werden keine zusätzlichen Nester aus Pflanzenmaterial eingebettet. In den Bauen herrschen gemäßigtere Temperaturschwankungen vor als außerhalb, im Mittel betzragen sie im Winter 18 °C, im Sommer 27 °C.

### Ernährung
Das Kleine Borstengürteltier ernährt sich omnivor, wobei die Nahrung hauptsächlich Insekten und Pflanzen umfasst. In untersuchten Mageninhalten aus dem bolivianischen Gran Chaco entfielen etwa 41 % des gefressenen Materials auf Insekten und 56 % auf Pflanzen. Unter den Insekten sind Termiten, Ameisen und Käfer die häufigsten Nahrungsressourcen, allerdings auch Skorpione, jedoch selten Spinnen. Zu den überwiegend verzehrten Pflanzen gehören Früchte des an trockene Klimate angepassten Algarrobo-Baum Prosopis chilensis, des Weiteren auch Pflanzenteile von Ziziphus mistol, von der als Yvyra hû bezeichneten Baumart Sideroxylon obtusifolium und von Sonnenwenden. Generell werden Insekten überwiegend im Frühjahr und Sommer, Pflanzen im Herbst oder Winter gefressen. Daneben vertilgt die Gürteltierart auch Wirbeltiere, wie Amphibien, vor allem Froschlurche, Eidechsen, Vögel und Mäuse, letztere sind unter anderem mit den Blattohrmäusen und den Hochland-Wüstenmäusen im Nahrungsspektrum vertreten, deren Anteil bis zu einem Viertel der Nahrungsmenge vor allem im Sommer einnehmen kann. Ob die Wirbeltiere aber aktiv gejagt oder nur als Aas verspeist werden, ist unklar, möglicherweise werden Amphibien und Reptilien aber teilweise zur kalten Jahreszeit im Boden während ihrer Kältestarre erlegt. Bei der Nahrungsaufnahme wird auch ein großer Anteil an Sand verschluckt. Weiterhin kann ein Tier längere Zeit ohne Frischwasser auskommen und deckt seinen Flüssigkeitsbedarf dann allein über die Nahrung. Die gesamte Nahrungsaufnahme erfolgt in kurzen Abständen an wechselnden Plätzen, die in spiralförmigen Routen aufgesucht werden, was das wiederholte Aufsuchen alter Plätze minimiert. Ein Tier, das über fünf Tage beobachtet wurde, fraß insgesamt 222-mal und legte dabei bis zu 1077 m zurück.

### Fortpflanzung
Über die Reproduktion des Kleinen Borstengürteltiers ist wenig bekannt, die Geburt erfolgt aber wohl hauptsächlich im Sommer von November bis Januar, die jahreszeitlich abhängige Fortpflanzung wird auch durch Schwankungen des Progesteron-Spiegels angezeigt. Ein Weibchen im Zoo von La Plata brachte zwei Jungen zur Welt, die 42 und 44 g wogen. Die Geburt findet in den Bauen statt, wo die Jungen auch während des Großteils der Milchphase verbleiben. Neugeborene besitzen einen weichen, ledrigen Rückenpanzer, der erst im Laufe des Wachstums verhärtet. Zudem sind die Augen geschlossen und öffnen sich erst nach sieben bis zehn Tage. Die durchschnittliche Lebenserwartung beträgt drei Jahre, die maximale sechs bis zehn.

### Beutegreifer und Feindverhalten
Einziger bekannter Fressfeind sind wildlebende Hunde in dichter besiedelten Gebieten.

### Parasiten
Zu den häufigsten äußeren Parasiten gehören Flöhe der Gattungen Phthiropsylla, Malacopsylla und Polygenis, letztere wird vor allem durch das gemeinsame Auftreten mit Kammratten übertragen und ist bei rund 18 % aller Tiere zu beobachten. Weiterhin sind verschiedene Arten der Zecken-Gattung Amblyomma nachgewiesen. Innere Parasiten umfassen unter anderem Fadenwürmer, so etwa die Gattung Cyclobulura.

## Systematik
Das Kleine Borstengürteltier gehört zur Gattung der Borstengürteltiere (Chaetophractus), der zwei weitere Arten zugewiesen werden. Die Borstengürteltiere wiederum sind zur Gruppe der Gürteltiere (Dasypoda) zu stellen. Die nächste Verwandten der Borstengürteltiere bilden das Sechsbinden-Gürteltier (Euphractus) und das Zwerggürteltier (Zaedyus). Alle drei Gürteltiervertreter formen die Unterfamilie der Euphractinae, die in der Systematik der Gürteltiere zur Familie der Chlamyphoridae gerechnet werden. Die Euphractinae sind als die Schwestergruppe einer Klade bestehend aus den Chlamyphorinae mit den Gürtelmullen und den Tolypeutinae aufzufassen, letztere enthalten unter anderem auch die Kugelgürteltiere (Tolypeutes) und die Nacktschwanzgürteltiere (Cabassous). Die Chlamyphoridae trennten sich laut molekulargenetischen Untersuchungen bereits im Oberen Eozän vor 37 Millionen Jahren. Die Aufspaltung der Euphractinae setzte im Oberen Miozän vor rund 11 Millionen Jahren ein.

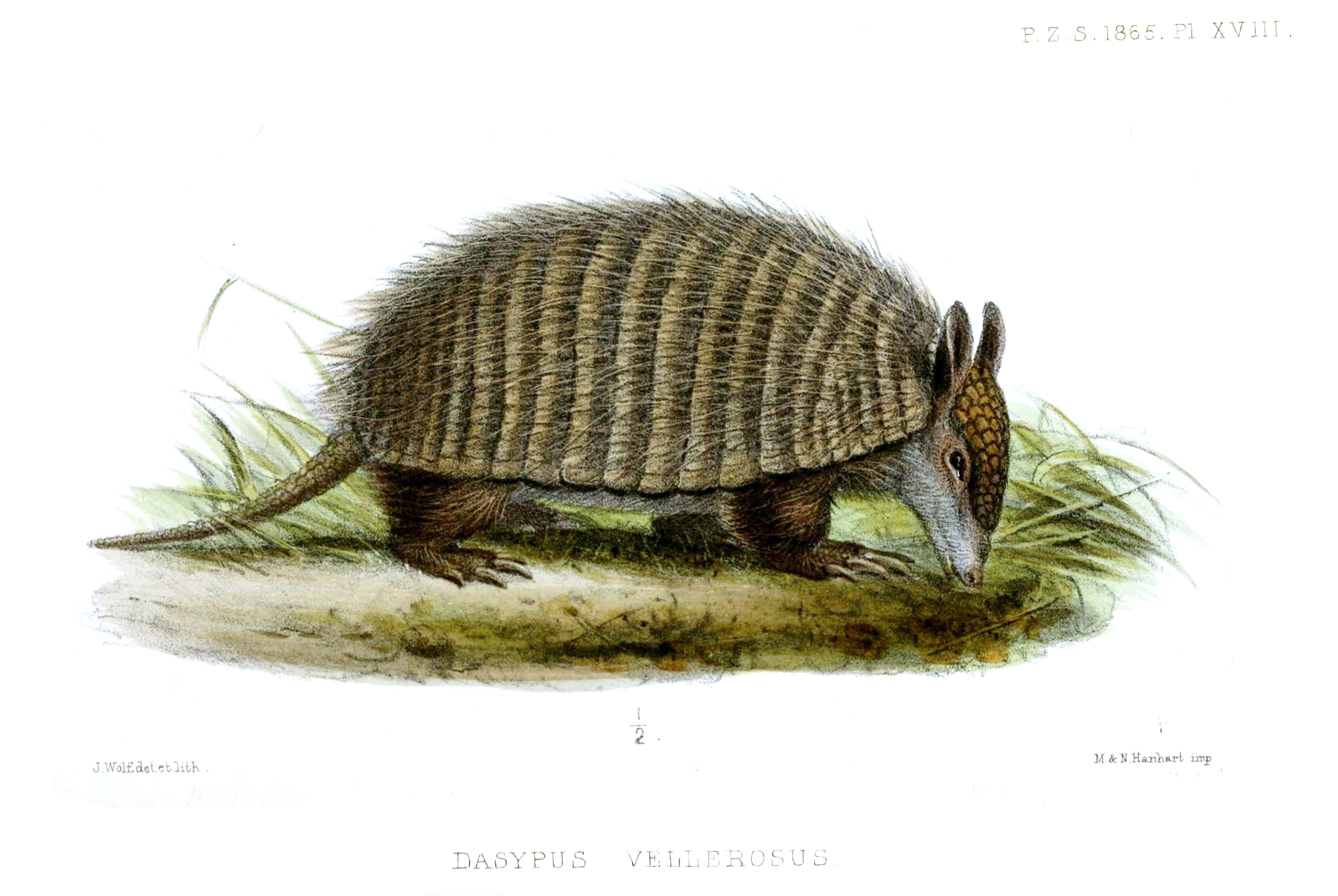
Darstellung des Kleinen Borstengürteltiers in der Erstbeschreibung von John Edward Gray 1865; Zeichner: Joseph Wolf

Zwei Unterarten des Kleinen Borstengürteltieres werden unterschieden:
- C. v. pannosus Thomas, 1902; südliche Unterart
- C. v. vellerosus Gray, 1865; nördliche Unterart

Die in den Anden lebende Population galt bis zum Jahr 2016 als eigenständige Art und wurde unter der Bezeichnung „Andenborstengürteltier“ (Chaetophractus nationi) geführt. Einige Experten vertraten bereits seit Anfang des 21. Jahrhunderts die Meinung, dass das „Andenborstengürteltier“ nur eine Unterart des Kleinen Borstengürteltiers darstellt. Dies unterstützen Untersuchungen zu Schädel- und Panzermerkmalen, die im Jahr 2015 veröffentlicht wurden. Demnach sind keine ausreichend großen morphologischen Unterschiede zwischen dem Kleinen Borstengürteltier, hier hauptsächlich die Unterart C. v. vellerosus, und dem „Andenborstengürteltier“ erkennbar, wie etwa in der Ausbildung des Kopfschildes oder der Form der Knochennaht am Jochbogen, was häufig zur Differenzierung der beiden Formen herangezogen wurde. Auch sprechen genetische Daten dafür, da beide Formen keine abweichenden Haplotypen aufweisen. Aus diesen Gründen wurde das „Andenborstengürteltier“ Mitte des Jahres 2016 von der Anteater, Sloth and Armadillo Specialist Group der IUCN als Art aufgelöst und mit Chaetophractus vellerosus synonymisiert.
Der älteste Nachweis des Kleinen Borstengürteltiers stammt aus dem ausgehenden Unterpleistozän und ist rund 900.000 Jahre alt. Es handelt sich um einzelne Knochenplättchen aus den beweglichen Bändern des Rückenpanzers, die in Punta Hermengo in der argentinischen Provinz Buenos Aires gefunden wurden, eine Region, die heute außerhalb des bekannten Besiedlungsgebietes der Gürteltierart liegt, aber zur Pampa-Region gehört. Die beiden heute getrennten Vorkommen sind dabei wohl als Restpopulationen einer ursprünglich weiteren Verbreitung zu werten, die durch das feuchter werdende Klima gegen Ende des Pleistozän und einen damit verbundenen Rückzug der Gürteltierart in trockenere Areale entstanden.
Die nur wenige Zeilen umfassende Erstbeschreibung erfolgte durch John Edward Gray im Jahr 1865 anhand eines Exemplars aus dem British Museum, er verwies das Kleine Borstengürteltier aber zu den Langnasengürteltieren (Dasypus). Als Typuslokalität gab Gray "Santa Cruz de la Sierra", Santa Cruz in Bolivien an. Das lokale Guaraní-Volk bezeichnet das Kleine Borstengürteltier ähnlich wie das Braunborsten-Gürteltier als tatu poju´i, wobei poju sich auf die nadelartigen Klauen am Vorderfuß bezieht und i „klein“ bedeutet. Die Erstbeschreibung der ehemals eigenständigen Art Chaetophractus nationi führte Oldfield Thomas im Jahr 1894 unter der Bezeichnung Dasypus nationi und damit ebenfalls innerhalb der Langnasengürteltiere durch. Er erkannte aber die große Ähnlichkeit zum Kleinen Borstengürteltier. Thomas fertigte seine Beschreibung anhand eines Exemplars aus Orujo in Bolivien an, welches dem Natural History Museum von William Nation übergeben worden war. Ihm zu Ehren benannte Thomas auch die Form.

## Bedrohung und Schutz
Aufgrund der geringen Größe wird das Kleine Borstengürteltier weniger häufig als Nahrungsressource gejagt als andere Gürteltiere, Studien zufolge nimmt es unter der lokalen Bevölkerung der Chaco-Regionen weniger als 1 % der gesamten konsumierten Biomasse ein. Allerdings wird der Rückenpanzer häufig als Teil von Musikinstrumenten eingesetzt, so bei Charangos und Trommeln. Schätzungen gehen hierfür von rund 2000 jährlich getöteten Individuen allein in Bolivien aus. Außerdem werden Körperteile der Gürteltierart zu Schmuck verarbeitet, da das Tier dem lokalen Volksglauben zufolge Glück bringt. Andererseits profitieren Farmer vom Kleinen Borstengürteltier, da es potentielle Pflanzenschädlinge unter anderem durch die Erbeutung von Larven der Blatthornkäfer oder Eulenfalter beseitigt und so deren Ausbreitung kontrolliert. Weiterhin ist es recht anpassungsfähig und reagiert weniger sensibel auf Landschaftsveränderungen durch die Agrarwirtschaft. In durch den Menschen dichter besiedelten Gebieten wird es allerdings häufiger Opfer von Hunden. Aufgrund der weiten Verbreitung des Kleinen Borstengürteltieres ist dieses insgesamt von der IUCN als „nicht gefährdet“ (least concern) eingestuft. Allerdings kam es in den letzten Jahren zu einem Rückgang der Feldbeobachtungen, was als Indikator für eine schrumpfende Population gewertet wird. In den Hochlagen der Anden sind die Tiere aber vom Sandabbau zur Herstellung von Beton bedroht. Durch den Verlust der Habitate dringt die Gürteltierart in kultivierte Regionen vor, wo sie wiederum von Farmern bekämpft wird, die sie als Nahrungsschädling ansehen. Die IUCN schätzt daher den lokalen Bestand in den Anden als „gefährdet“ (vulnerable) ein, da es seit dem Jahr 2000 einen Rückgang der Population um wenigstens 30 % in Bolivien zu verzeichnen gab. Das Kleine Borstengürteltier ist in mehreren Naturschutzgebieten präsent, so im 34.000 km² großen Nationalpark Kaa-Iya oder im 1000 km² großen Nationalpark Sajama, beide in Bolivien.